# Cip Ieșan
Ciprian Ieșan (mai cunoscut cu pseudonimul de Cip IEȘAN) (n. 20 noiembrie 1967, Rădăuți, județul Suceava) este un scriitor, publicist, autor de articole și pamflete în diverse publicații din Iași și din România.
A debutat cu texte de umor în presă în anul 1990. Din 1995 este redactor la Ziarul de Iași, unde semnează rubricile "Pătrățelul roșu cu tricolor" și "Bomba de cauciuc". De asemenea, colaborează la Academia Cațavencu și Obiectiv de Suceava.
Pînă acum a publicat trei volume de proză scurtă umoristică: “Vaca la barieră” (2003), “Întoarcerea punguței cu doi bani” (2005) și "Mersul Trenurilor" (2007). Este membru al Uniunii Scriitorilor din România.

## Cărți publicate
- Vaca la barieră (2003) - proză scurtă umoristică
- Întoarcerea punguței cu doi bani (Ed. Polirom, Iași, 2005) - proză scurtă umoristică
- Mersul Trenurilor (2007) - proză scurtă umoristică

## Aprecieri
„Foarte rar se întâmplă, în ultima vreme, să stai în casă cu o carte și să râzi de unul singur, așa. Se mai întâmplă când îl citești pe Hasek, se mai întâmplă când îi citești pe Ilf și Petrov și, iată, se întâmplă și când îl citești pe Cip Ieșan. După "Vaca la barieră", Cip recidivează cu un volum care te face să-ți pară viața chiar mișto. Ei, drăcia dracului!”—Emil Brumaru